# Нижнее Качеево
Нижнее Качеево (тат. Түбән Кәчи, чув. Анат Качел) — село в Алькеевском районе Татарстана. Административный центр Нижнекачеевского сельского поселения.

## География
Находится в южной части Татарстана на расстоянии приблизительно 24 км по прямой на юг от районного центра села Базарные Матаки у речки Шиятоша.

## История
Известно с 1710 года. В начале XX века действовала Покровская церковь.

## Население
Постоянных жителей было: в 1782 — 240 душ мужского пола, в 1859 — 436, в 1897 — 952, в 1908 — 1051, в 1920 — 1139, в 1926 — 867, в 1938 — 680, в 1949 — 645, в 1958 — 609, в 1970 — 609, в 1979 — 509, в 1989 — 380, в 2002 — 385 (чуваши 57 %, русские 40 %), 333 — в 2010.